# 邱铸鼎
邱铸鼎（1943年—），汉族，中华人民共和国政治人物、第十一届全国政协委员。
担任中国科学院古脊椎动物与古人类研究所原所长。2008年，当选第十一届全国政协委员，代表科学技术界，分入第二十九组。